# Antoniuskapelle am Fratres

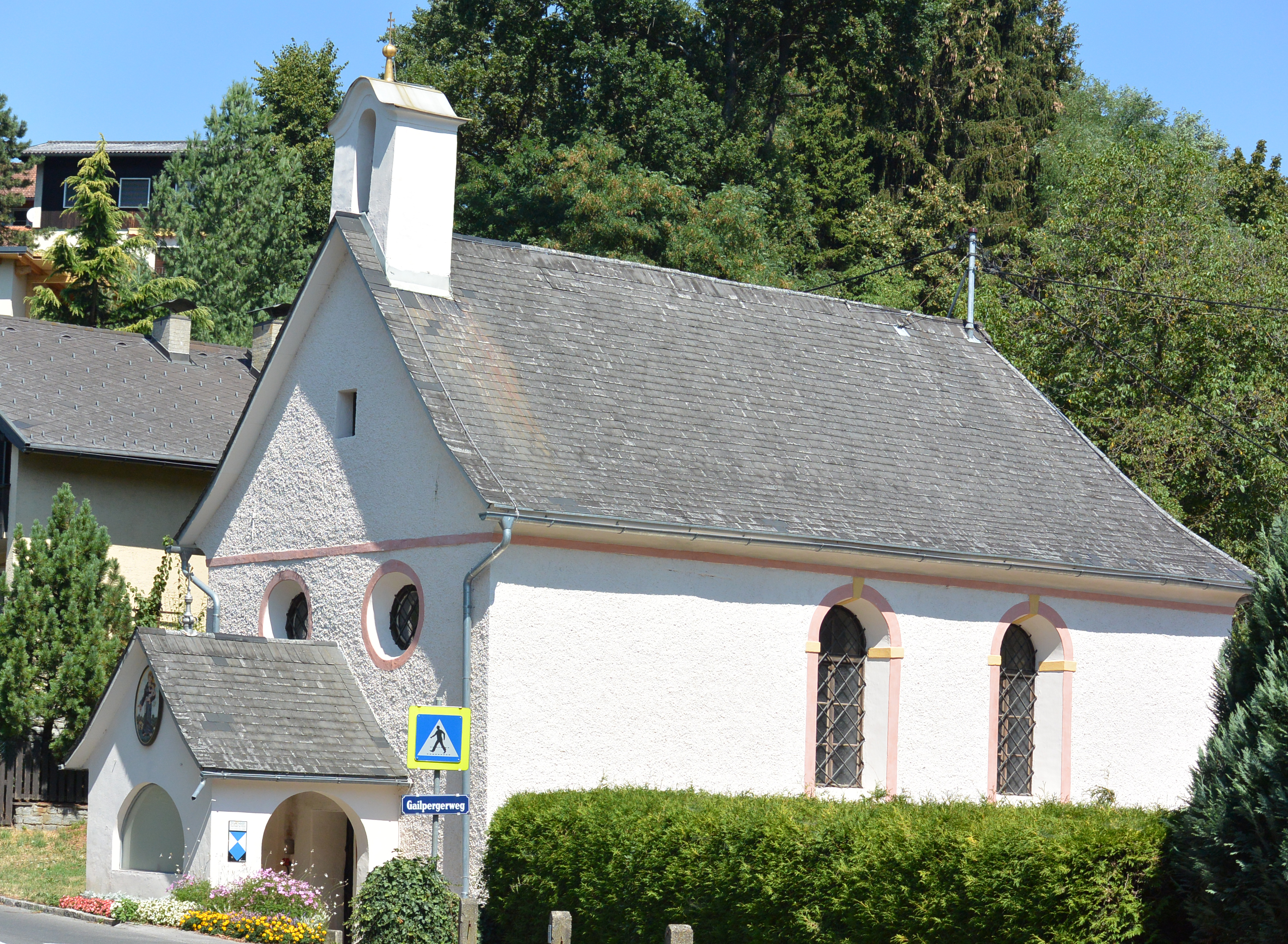

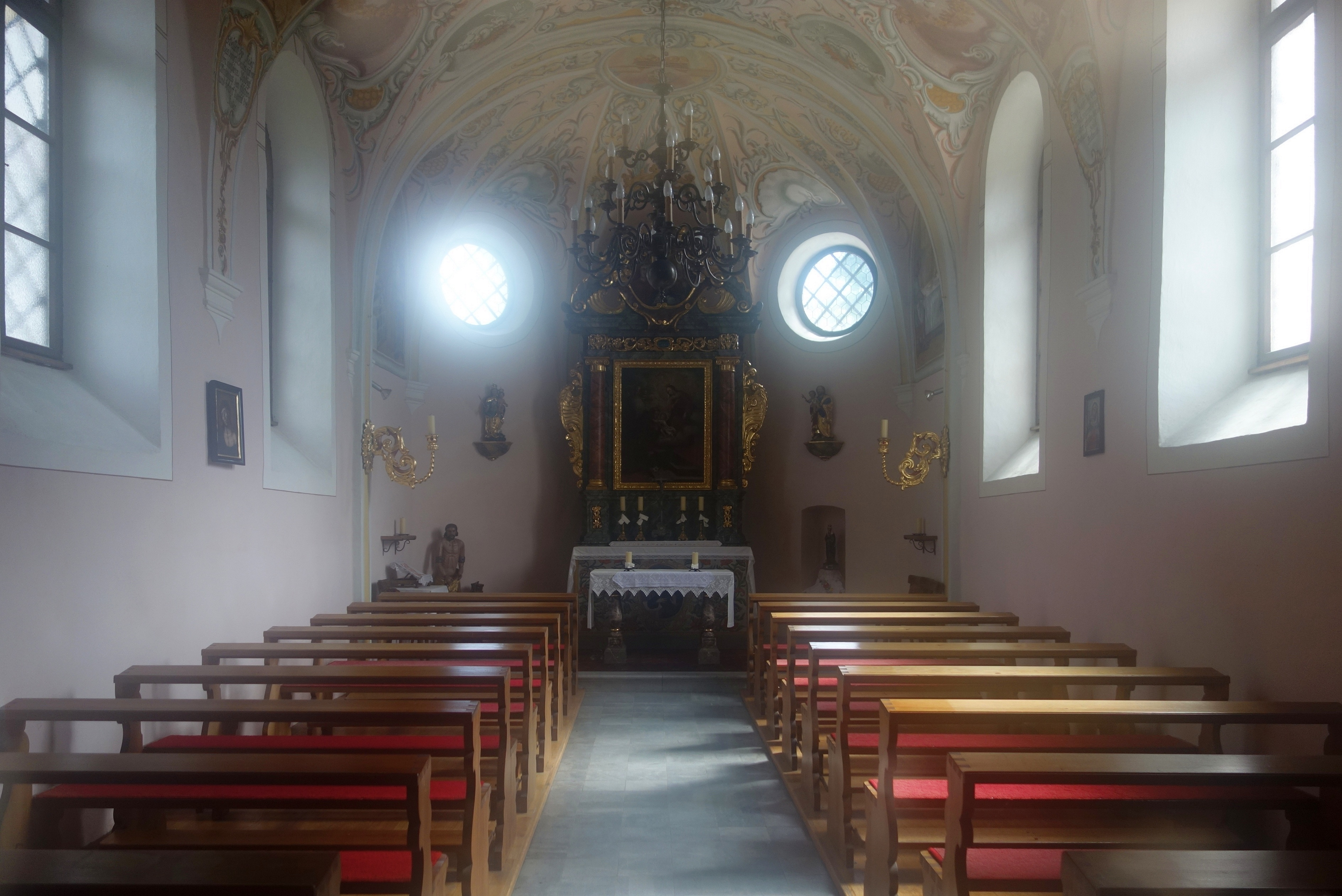
Innenansicht

Die sogenannte Antoniuskapelle am Fratres steht am Südhang des Fratres über Spittal an der Drau und ist eine dem heiligen Antonius von Padua geweihte römisch-katholische Filialkirche der Pfarre Spittal. Die Kapelle wurde 1675 vom Ortenburgischen Landrichter Franz Grillenperger und seiner Frau gestiftet.

## Beschreibung
An der Kapelle mit polygonalen Chorschluss und Glockengestühl ist im Osten eine Sakristei und im Westen eine Vorlaube angebaut. Im Inneren zeigen die um 1771 entstandene Wandmalereien am Tonnengewölbe mit Stichkappen Szenen der Antoniuslegende.
Der um 1675 gefertigte spätbarocke Altar stellt am Altarbild aus der zweiten Hälfte des 18. Jahrhunderts die Erscheinung der Madonna mit Kind vor dem Heiligen Antonius dar.
Zur weiteren Ausstattung der Kirche zählen zwei hölzerne Leuchter aus dem ersten Viertel des 18. Jahrhunderts und Konsolfigürchen der Muttergottes mit Kind sowie des heiligen Josef mit Kind aus dem 18. Jahrhundert.